# Sven Boman
Sven Boman i riksdagen kallad Boman i Avesta, född 5 oktober 1895 i Romfartuna församling, Västmanlands län, död 19 mars 1950 i Avesta, Kopparbergs län, var en svensk järnbruksarbetare och riksdagsman (socialdemokrat).
Boman var ledamot av riksdagens första kammare från 1939 till sin död 1950, invald i Kopparbergs läns valkrets.